# تويوتا ألفارك طوكيو
تويوتا ألفارك طوكيو (باليابانية: トヨタ自動車アルバルク東京) هو فريق كرة سلة ياباني. يلعب في الدوري الوطني لكرة السلة. تأسس الفريق في سنة 1948.

## وصلات خارجية
- الموقع الرسمي